# Angelina Love
Lauren Williams (Toronto, 13 de setembro de 1981) é uma lutadora de luta profissional canadense, mais conhecida pelo seu trabalho na  Total Nonstop Action Wrestling (TNA) usando o nome no ringue de Angelina Love, onde  foi seis vezes  campeã feminina das knockouts,  quando luta no circuito independente, utiliza o nome de Angel Williams. Atualmente assinou contrato com a Roh ( Ring Of Honor), onde faz parte da Stable  The Allure  junto com Velvet Sky e Mandy Leon foi uma  vez Women of Honor World Championship.

## Carreira no Wrestling Profissional
Williams estreou no wrestling em 2000, trabalhando em promoções independentes em todo o Canadá sob o ring name Angel Williams. Seu wrestler favorito Shawn Michaels foi sua inspiração para entrar no wrestling. Ela foi primeiramente uma valet para lutadores diferentes, como Chris Sabin e Eric Young e depois começou a treinar com Rob Fuego para se tornar uma lutadora, também. Williams trabalhou brevemente para Total Nonstop Action Wrestling (TNA), em 2004, principalmente lutando na Impact! Xplosion contra Trinity.

### World Wrestling Entertainment (2004–2007)
Angelina estava trabalhando para promoções em torno da América quando a World Wrestling Entertainment (WWE) a viu e convidou-a para um tryout em junho de 2004. Em novembro ela treinou na Ohio Valley Wrestling e a WWE assinou com ela um contrato de desenvolvimento no final de 2004. Ela foi designada para lutar e treinar na Deep South Wrestling (DSW), um dos territórios de desenvolvimento da WWE. Williams tornou-se manager de Johnny Parisi, no verão de 2005. Em 8 de setembro de 2005, Williams venceu sua primeira luta na DSW derrotando Michelle McCool. Em 22 de setembro, Williams estava programada para lutar contra McCool novamente, mas Michelle não apareceu. Em vez disso Daisy Mae surgiu e desafiou Williams. Williams lesionou-se em 9 de fevereiro de 2006 nas gravações da DSW, mas ela ainda conseguiu participar da primeira Bikini Contest da DSW. Ela não revelou seu biquíni porque Palmer Cannon a interrompeu, o que levou a um combate que contou com ele e Tommy Dreamer. Durante a luta ela não podia se envolver fisicamente, então ela apenas apareceu no camarim. Em 28 de fevereiro de 2006, ela se submeteu a uma cirurgia no joelho em Birmingham, Alabama para reparar seu ACL rasgado. Depois de quase sete meses de reabilitação, ela voltou para o ring em uma gravação da DSW. No início de novembro 2006, Williams começou a ser manager da tag team The Gymini, mas The Gymini foram liberados de seus contratos em janeiro de 2007. Williams, em seguida, entrou em uma briga com a General Manager da DSW, Krissy Vaine, depois que ela fez Williams perder suas lutas devido a distrações por outras Deep South Divas. Williams tinha aliados o suficiente e até atacaram Vaine em seu escritório. Em 15 de março de 2007, nas gravações da DSW, Williams aliou-se novamente com Vaine e foi promovido a Co-GM da DSW.
Quando a Deep South Wrestling encerrou em abril, Williams mudou-se para a Ohio Valley Wrestling. Williams fez sua estréia na Ohio Valley Wrestling em uma Dark Match em 16 de maio de 2007, em uma gravação em Louisville, Kentucky, derrotando Serena. Ela foi liberada de seu contrato de desenvolvimento um dia depois.

### Circuito Independente (2007)
Depois de deixar seu contrato com a WWE em maio de 2007, Williams voltou à tona no México, na Asistencia Asesoría y Administración (AAA) sob o ring name de Canadian Angel em 10 de junho de 2007 Ela também apareceu em promoções independentes como NWA: Extreme Canadian Championship Wrestling e Full Throttle.

### Asistencia Asesoría y Administración (2007–2011)
Em junho de 2007 Williams fez várias aparições na promoção mexicana Asistencia y Administración Asesoría (AAA), como membro de La Legión Extranjera (Legião Estrangeira), sob o ring name de Canadian Angel. Ela voltou para a promoção em 18 de junho de 2011, na TripleManía XIX, onde se uniu com Mickie James, Sexy Star e Velvet Sky para derrotar Cynthia Moreno, Faby Apache, Mari Apache e Lolita em uma 8 Woman Tag Team Match.

### Total Nonstop Action Wrestling (2007–2009)
Em setembro de 2007, ela foi novamente contratada pela TNA a apareceu no pay-per-view Bound for Glory, que foi confirmado em 9 de outubro no episódio da TNA Today, onde foi entrevistada por Jeremy Borash. No Bound For Glory, Williams participou de uma 10 Knockout Gauntlet Match para coroar a primeira TNA Women's Knockout Champion. Durante a batalha, ela foi eliminada por Gail Kim e ODB, e a luta foi vencida no final por Kim. No TNA Genesis, Williams competiu em uma Fatal Four Way Match pelo Knockouts Title, mas Gail acabou retendo.

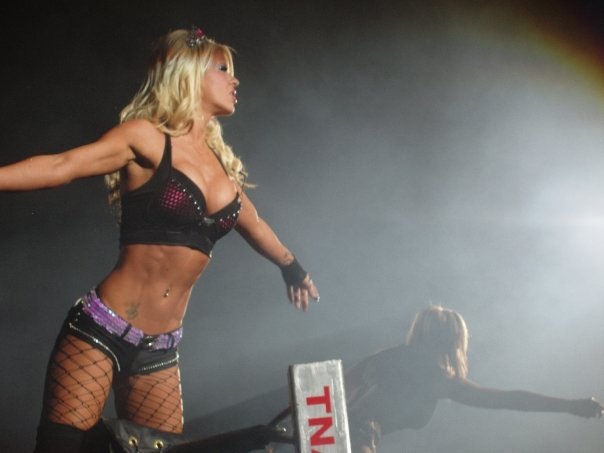
Angelina Love em um show da TNA em abril de 2009.

Williams logo começou a competir sob o ring name "Angelina Love" e formou uma parceria com a Velvet Sky, chamando-se "Velvet-Love Entertainment", mais tarde alterado para "The Beautiful People". A dupla venceu ODB e Roxxi Laveaux no Turning Point em uma Knockouts Tag Team Match.  Love e Sky tornaram-se vilões em 13 de março no episódio do Impact! atacando Laveaux. Love também participou no Lockdown na primeira "Queen of the Cage" Match, mas foi derrotada por Laveaux.
Love foi a vice-campeã na Make Over Battle Royal Ladder Match no Sacrifice. Love passou a perseguir Gail Kim numa luta contra Awesome Kong, custando-lhe a chance de ganhar o título das Knockouts. The Beautiful People contratou Moose para integrar a sua equipe para enfrentar a equipe de Laveaux, ODB e Kim no Slammiversary, mas perderam. Love então perdeu para Gail Kim no Victory Road em uma Singles Match. No Hard Justice, ela se juntou com a Velvet Sky e Awesome Kong, mas perderam contra Gail Kim, ODB e Taylor Wilde, em seguida, sem sucesso, desafiou Wilde no No Surrender pelo Knockouts Championship. Em agosto de 2008 e fevereiro de 2009 Cute Kip e Madison Rayne se uniram com Love e Sky como membros da Beautiful People.

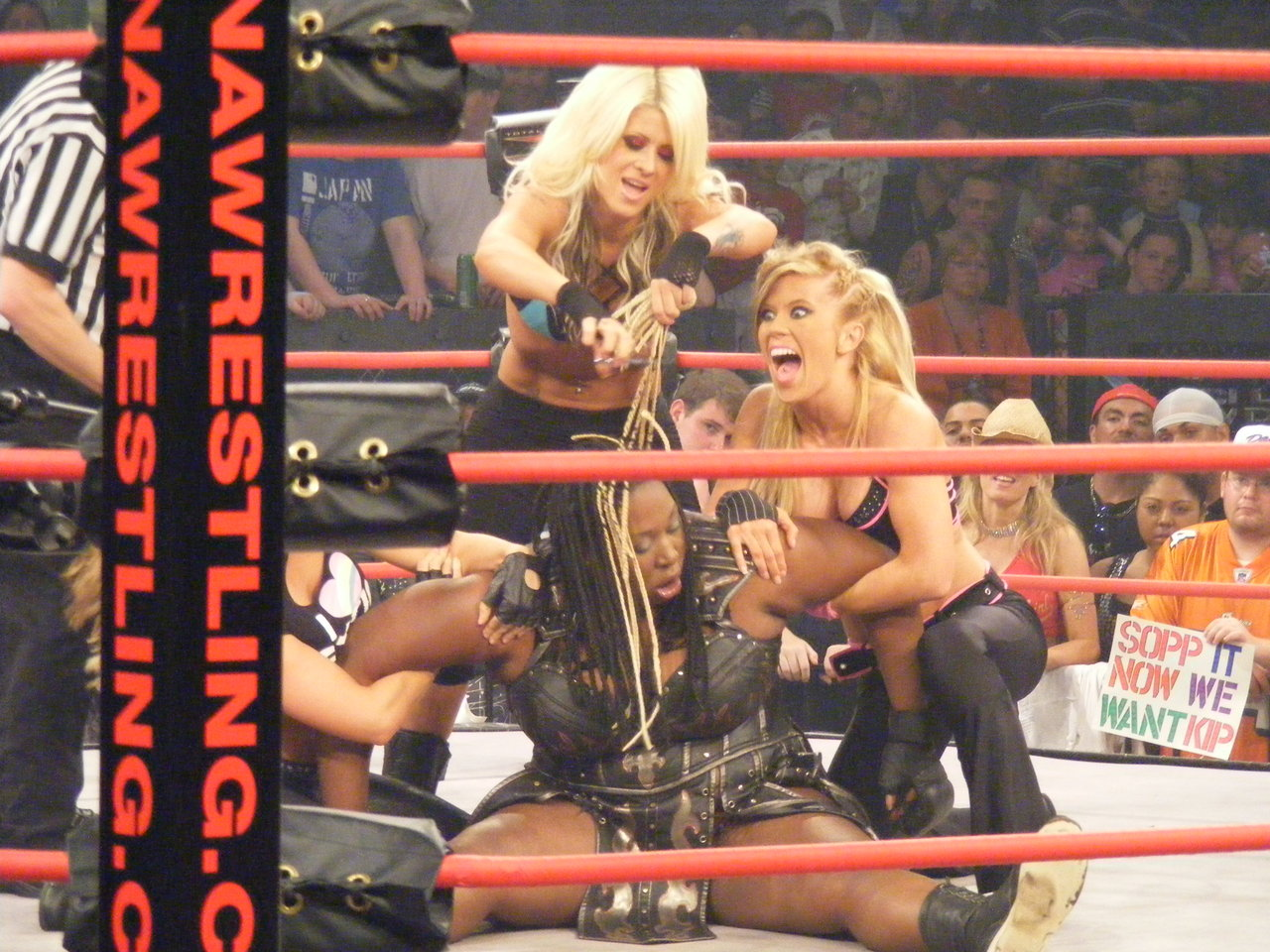
Angelina Love atacando Awesome Kong na TNA.

Love ganhou outra chance pelo TNA Knockouts Championship no Lockdown, em uma 3-Way Match com Awesome Kong e Taylor Wilde. Ela ganhou a luta e o título após derrotar Wilde. Durante a luta sofreu uma concussão ao receber um Crossbody de Wilde. Na semana seguinte, Awesome Kong interrompeu-a na sua celebração pelo título. Nas semanas seguintes, Kong destruiu Madison Rayne, Velvet Sky e Cute Kip em várias Stretch Matches. No Sacrifice, Love manteve seu título contra Kong, e no episódio de 28 de maio de Impact! ela defendeu com sucesso seu título contra Sojournor Bolt. Após a partida, ela oficialmente chutou Cute Kip das Beautiful People e foi então agredida por Tara que fazia sua estreia na empresa. No Slammiversary, Love defendeu com sucesso seu título contra Tara, antes de perder o título para ela em 09 de julho de 2009 episódio do Impact!. No Victory Road, no entanto, Love novamente derrotou Tara para reconquistar o título, quando o pé de Tara estava na corda inferior, que passou despercebido pelo referee ref Slick Johnson. No Hard Justice, Love perdeu o título para ODB após Cody Deaner derrotar Velvet Sky em uma tag team match que envolveu Angelina Love e Velvet Sky contra ODB e Cody Deaner. Após a partida, Love deixou o ring sem Sky e Rayne, no entanto, nas semanas seguintes, a relação dela com Sky permaneceu intacta, mas Madison foi expulsa do grupo com Angelina alegando que a culpa dela ter perdido o título era de Madison. Em 3 de setembro de 2009, Williams foi libertada da TNA devido a problemas de visto, embora ainda fosse um destaque superior na divisão feminina. No entanto, em 07 de setembro de 2009, Williams postou em seu MySpace dizendo que ela voltaria a TNA Wrestling uma vez que os problemas com seu visto fossem resolvidos. Ela continuou aparecendo no Impact! por mais duas semanas devido às gravações detidas antes de sua libertação. Nos episódios ela e Velvet Sky avançaram para as finais do torneio para coroar as primeiras TNA Knockout Tag Team Champions com a ajuda de Madison Rayne, a quem foi aceita de volta à Beautiful People. Rayne viria a substituir Love na finais do torneio, porém ela e Sky foram derrotadas por Taylor Wilde e Sarita.

### Women Superstars Uncensored (2009–2010)
Após sua saída da TNA, Williams começou a trabalhar para Women Superstars Uncensored (WSU), onde se apresentou sob o ring name Angelina Love que já usava na TNA. Em 14 de novembro de 2009, ela desafiou sem sucesso Mercedes Martinez pelo WSU Championship. Em 12 de dezembro ela se uniu com Jennifer Cruz para derrotar Jana e Rick Cataldo em um combate de tag team. Depois de regressar a TNA, Williams fez mais uma aparência para WSU, derrotando Sassy Stephie no 3rd Anniversary Show em 06 de março de 2010.

### Retorno para a TNA Wrestling

#### Feud com The Beautiful People (2010)

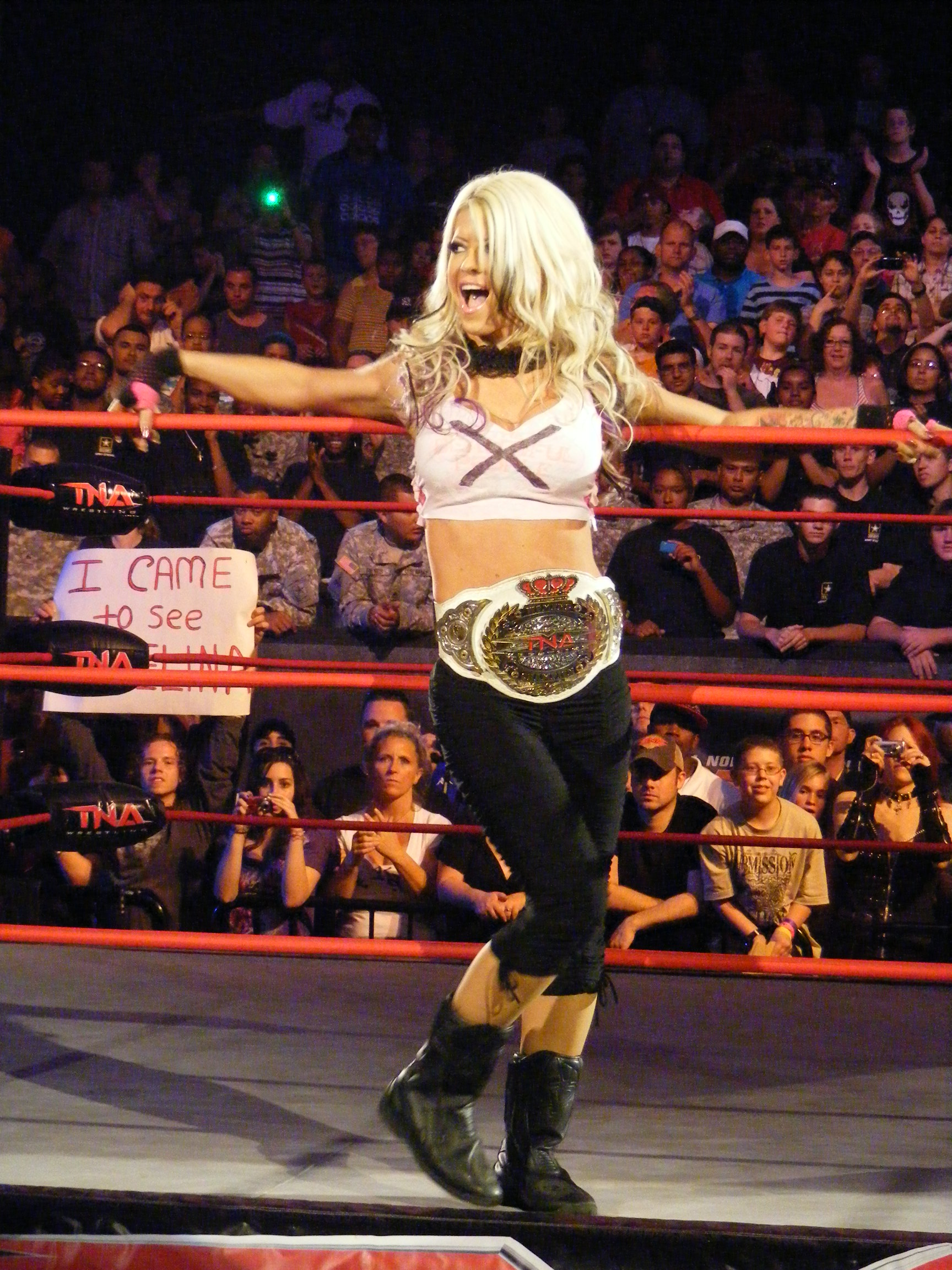
Love após seu retorno para a TNA, com a camiseta anti-Beautiful People.

Em 2 de janeiro de 2010, foi relatado que Williams havia assinado novamente com a TNA. Williams, como Angelina Love, fez seu retorno no episódio de 14 de janeiro do Impact!, Aparecendo no meio da multidão e abraçando Velvet Sky e Madison Rayne antes da sua partida contra Awesome Kong e Hamada. No entanto, após a partida, Love entrou no ring e atacou suas ex-parceiras e Lacey Von Erich, sua substituta no grupo, aparentemente irritada por ser substituída. Ela fez seu retorno aos rings na semana seguinte ao derrotar Rayne, no entanto após a luta ela foi atacada por Velvet Sky, Madison Rayne e Lacey Von Erich. No episódio de 04 de fevereiro do Impact! ela não teve sucesso em sua tentativa de reconquistar o TNA Knockouts Championship de Tara. No episódio de 8 de março do Impact! Love e Tara se uniram para disputar a vaga pelo Knockouts Tag Team Championship, mas foram derrotados por Rayne e Sky, após interferência de Daffney, com quem Tara estava envolvida em uma briga. No episódio de 05 de abril no Impact!, Love uniu-se com Tara, ODB, e Hamada para enfrentar as Beautiful People e Daffney em uma 8 Knockouts Tag Team Elimination Match para garantir uma vaga na Lockbox Showdown, disputadas por quatro chaves para quatro caixas com prêmios. Love venceu uma chave, eliminando Lacey Von Erich, e mais tarde foi revelado que a chave abriu a caixa, que continha o TNA Knockouts Championship, fazendo dela campeã três vezes. No Lockdown Love perdeu o Knockouts Championship para Madison Rayne, depois que ela derrotou Tara em uma Tag Team Steel Cage Match, onde estava em jogo tanto o Knockouts Tag Team Championship de Madison e Velvet como o Knockout Championship de Angelina. Após a partida, Tara revoltou-se com Angelina como já havia acontecido algumas semanas atrás quando Tara perdeu seu título para Angelina e a atacou. Em 20 de abril nas gravações do Impact!, Williams parcialmente rasgou os seus bíceps e sofreu lesão nos ligamentos do braço e era esperado que ela ficasse fora de ação até maio. Em 26 de maio, foi anunciado que Williams tinha sido liberada para voltar ao wrestling. Quando Love voltou de sua lesão no episódio de 17 junho do Impact!, ela prometeu recuperar o título de Knockouts Champion e afirmou que ela iria passar por cada membro da The Beautiful People para conquistar o título. Naquela noite, ela enfrentou Lacey Von Erich e foi desclassificada depois de aplicar nela um DDT em uma cadeira de aço. Na semana seguinte a sua partida foi com Velvet Sky e terminou de maneira semelhante. Em 11 de julho no Victory Road, Love venceu Rayne via desclassificação em uma luta onde estava em jogo o título de Madison e a carreira de Angelina, onde Angelina ganhou o Knockouts Championship pela quarta vez. Antes da luta, foi anunciado que o título iria mudar de mãos por desclassificação, caso Velvet Sky ou Lacey Von Erich interferissem na luta. Angelina foi atacada por uma motoqueira mascarada e recebeu o título. No entanto, o título foi devolvido para Rayne no episódio de 22 de julho do Impact!, quando foi declarado que não havia prova de que a pessoa que interferiu na luta era ou Sky ou Von Erich. Love na semana seguinte derrotou Sarita para voltar a ser a desafiante número 1 ao título Rayne. Duas semanas depois, Love derrotou Rayne novamente, depois de uma distração de Velvet Sky, para ganhar o Knockouts Championship pela quinta vez.
No episódio de 19 de agosto do Impact!, Love se reuniu com Velvet Sky, que a acompanhou até o ring, quando ela defendeu com sucesso seu Knockouts Championship em uma revanche contra Rayne, que estava com a mulher misteriosa motociclista. Depois de Love vencer a luta, ela e Sky foram atacadas por Rayne e a motociclista. A misteriosa aliada de Rayne foi finalmente desmascarada como Tara em 2 de setembro no episódio do Impact!, quando as duas derrotaram Love e Sky. Lacey Von Erich iria se juntar com Love e Sky na Beautiful People, depois de ser salva por elas quando Rayne e Tara a atacaram no episódio de 16 de setembro do Impact!. Ela, porém, deixaria a empresa de dois meses depois em 11 de novembro para se casar. Em 10 de outubro no Bound for Glory Love perdeu o Knockouts Championship para Tara em uma Four Corners Match, que também incluiu Velvet Sky e Madison Rayne e teve Mickie James como árbitro especial.

#### Enredo com Winter (2010–2012)

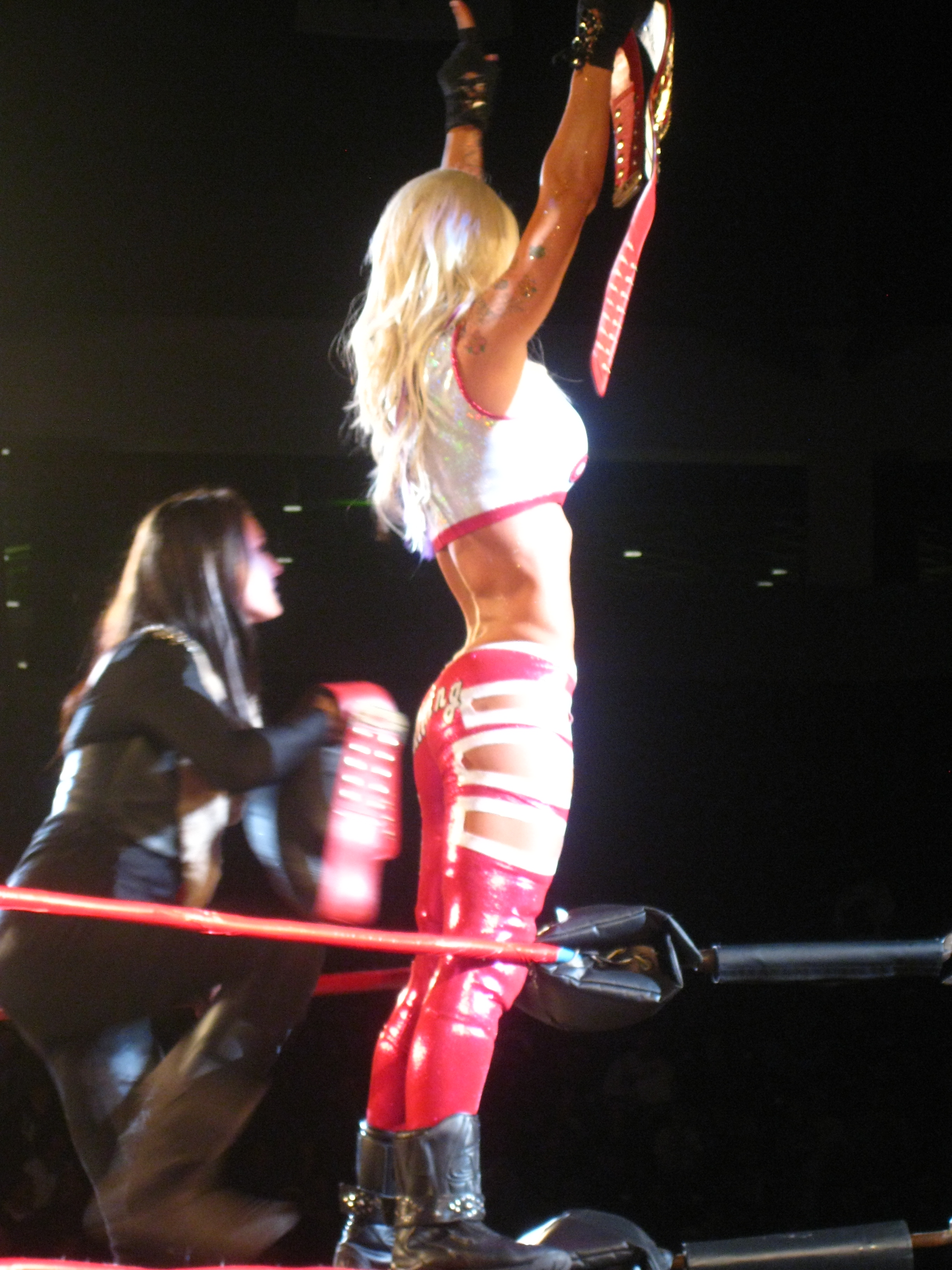
Love e Winter como TNA Knockouts Tag Team Championship.

Em 21 de outubro no Impact! Love entrou em um enredo onde uma mulher chamada Winter começou a aparecer em espelhos, afirmando ser sua fã, mas apenas Love era capaz de vê-la. After weeks of appearing only in front of Love, Winter was for the first time seen by the other people on the November 25 episode of Impact!, when she saved Love during a large backstage brawl. Depois de semanas aparecendo apenas na frente de Love, Winter foi pela primeira vez vista pelas outras pessoas em 25 de novembro em um episódio do Impact!, quando ela salvou Love de uma briga nos bastidores. Em 9 de dezembro no Imapct! Love e Sky entraram em um torneio de quatro equipes pelos desocupado Knockouts Tag Team Championship, derrotando Sarita e Daffney em sua primeira rodada. No episódio de 23 de dezembro do Impact!, Winter substituiu Velvet Sky que estava ferida após ser atacada por Sarita, na fase final do torneio unindo-se com Love e derrotando Madison Rayne e Tara para ganharem o TNA Knockouts Tag Team Championship.
Em 13 de janeiro no Impact!, Angelina e Winter defenderam com sucesso seu título contra Madison Ryne e Tara após Winter nocautear Tara com um dragon sleeper. Em 27 de janeiro, Winter brigou com Velvet Sky que alegou que ela estava tentando desunir a The Beautiful People. Em 3 de março no Impact!, Cookie e Robbie E alinharam-se com Angelina Pivarnick, ex-membro do Jersey Shore, com quem se deram por meio de antipatia mútua de Jenni "JWoww" Farley, que Pivarnick procedeu desafiando para um combate (mais tarde substituido por Winter). Na semana seguinte, Love, Velvet Sky e Winter derrotaram Cookie, Angelina Pivarnick e Sarita em um combate.

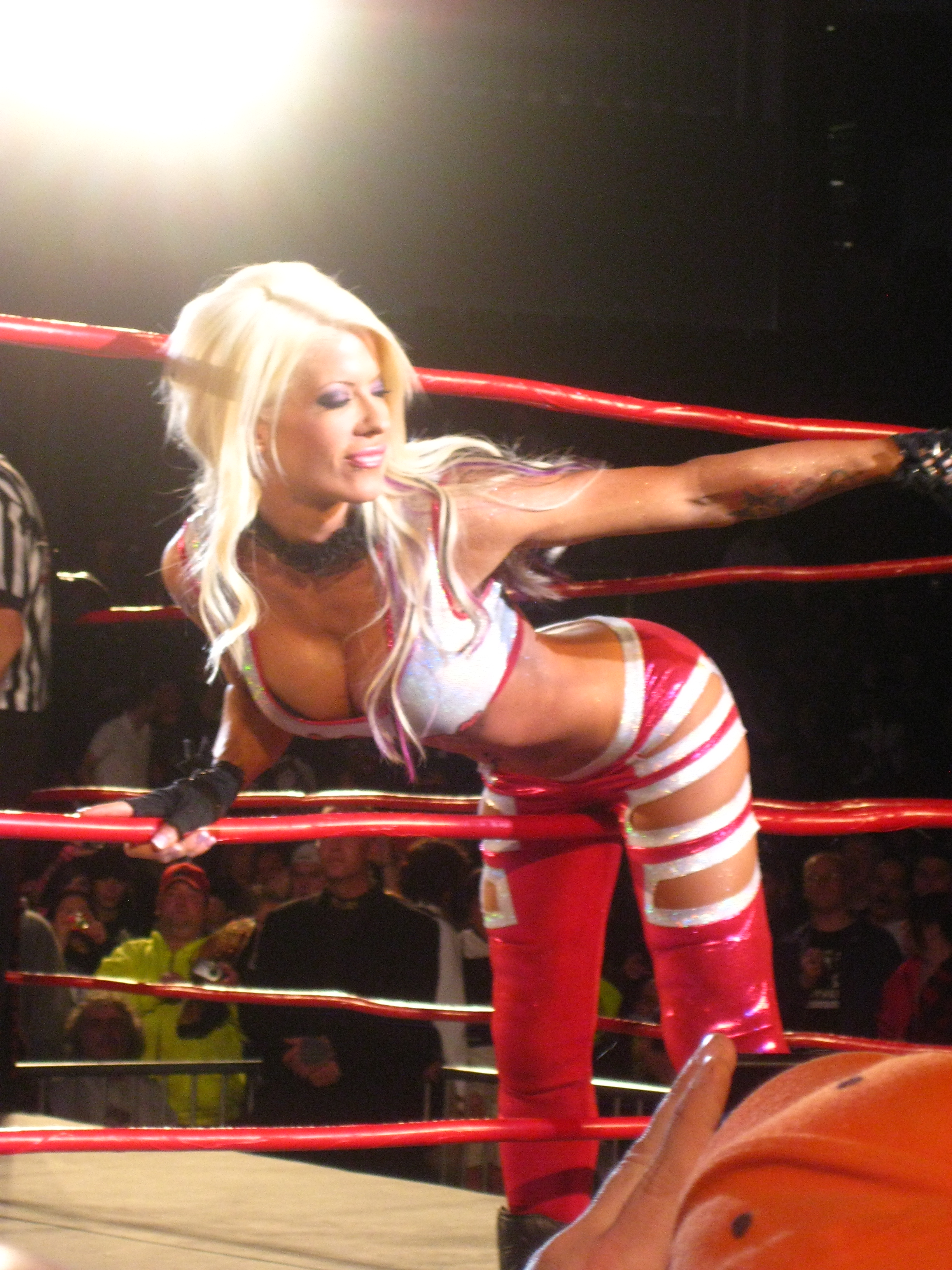
Love realizando sua assinatura de entrada em um show ao vivo da TNA.

Em 13 de março de 2011, no Victory Road, Love e Winter perderam o título para Sarita e Rosita, depois que uma interferência de Velvet Sky saiu pela culatra. Em 24 de março, Winter aparentemente começou a ter controle sobre as ações de Love, a impedindo de salvar Sky de um ataque de Sarita e Rosita. Love foi mantida sob o feitiço de Winter com bebidas que ela descrevia como seu medicamento. Em 7 de abril no Impact!, Love tornou-se heel contra Sky durante um combate pelo Knockouts Tag Team Championship contra Sarita e Rosita. Em 28 de abril, Love derrotou Sky em um combate no-selling. Em 5 de maio no Impact!, Sky ganhou uma revanche contra sua ex-parceira ao se unir com Kurt Angle em uma handicap mixed tag team match, quando eles derrotaram Love, Winter e Jeff Jarrett. A rivalidade entre elas encerrou-se em 19 de maio em um episódio do Impact Wrestling, com Sky derrotando Love e Winter em uma handicap match.
Na semana seguinte, Love atacou Mickie James, depois de ter derrotado Winter em um combate, criando uma disputa entre elas pelo TNA Knockout Championship no Slammiversary IX. Antes do combate, Love se recusou a tomar o remédio de Winter, dizendo que ela já não precisava. Depois de fracassar em sua tentativa de conquistar o título, Love e Winter atacaram James. Em 23 de junho no Impact Wrestling, Love ajudou Winter a derrotar James em um combate Street Fight. Em 7 de agosto no Hardcore Justice, Love novamente ajudou Winter a derrotar James, desta vez para se tornar a nova Women's Knockout Champion. Em 15 de setembro no Impact Wrestling, Love não conseguiu ganhar a chance de disputar o título ao ser derrotada por Velvet Sky em um combate de qualificação.
Depois de estar inativa por dois meses, Love voltou em 19 de janeiro no Impact Wrestling, desafiando Eric Young para um combate. Young venceu o combate por desqualificação, após Love chutar sua virilha. Em 26 de janeiro no Impact Wrestling, Love e Winter perderam para ODB e Eric Young em um combate, sendo a última aparição de Love e Winter juntas como equipe. Love competiu em uma battle royal pelo direito a um combate pelo Knockout Championship de Gail Kim em 16 de fevereirio, mas foi eliminada por Madison Rayne.  Love teve seu último combate no Impact Wrestling em 5 de abril, onde foi derrotada por Velvet Sky em uma six-way match novamente pelo direito de um combate ao título de Gail Kim. Em 14 de junho, em um house show da TNA em Belton, Texas, Love se uniu com Winter pela primeira vez em quase cinco meses, quando elas foram derrotadas com Rosita e Sarita em uma four-on-three handicap match contra Mickie James, Tara e Velvet Sky que foi o evento principal da noite. Dois dias depois em outro house show em Houston, Texas, Love teve seu combate final quando ela e Winter foram derrotadas por Tara e Velvet Sky.
Em 1 de Julho de 2012, William anunciou em sua página no Twitter que ela tinha sido concedido sua liberação da TNA. Angelina também recusou uma oferta de voltar à empresa em março de 2013.

#### Retorno; The Beautiful People reunião (2014-presente)
Foi anunciado pela TNA que uma ex-TNA Women's Knockout Champion assinou um novo contrato com a companhia e estaria retornando, que mais tarde foi revelado ser Love. Love fez seu retorno em 13 de março de 2014 em um episódio do Impact Wrestling, chamando Velvet Sky para reunir a The Beautiful People. Sky acertou a proposta de Angelina em 20 de março, enquanto Madison Rayne recusou o convite devido à atitude de Love com ela. Mais tarde no show, Love atacou Rayne nos bastidores após as duas se abraçaram, estabelecendo-se como heel no processo. Em 27 de março durante um episódio do Impact Wrestling, Love derrotou Rayne em um combate devido à interferência de Sky ao atacar Rayne com a distração do árbitro.

## Vida Pessoal
No final de 2007, ela começou a namorar com Jared Weeks, o vocalista da banda Saving Abel, mas em agosto de 2008, o casal decidiu se separar. Williams também já teve relacionamentos com os ex colegas Eric Young e Paul London. Atualmente é casada com Davey Richards ex campeão de duplas da TNA.  No dia 30 de julho de 2015, Williams anunciou que estava grávida de seu primeiro filho.  Atualmente  se encontra  em circuitos independentes.

## Outras Aparições
Williams apareceu em um episódio da série The Jenny Jones Show. Ela também fez uma aparição em Kenny vs Spenny no episodio "Quem é o mais forte?" ao lado da companheira Knockout da TNA Traci Brooks. Williams teve um papel no filme independente intitulado Good Intentions, estrelado pelos astros da música country LeAnn Rimes e Luke Perry. Ela também foi destaque na MTV's Made junto com A.J. Styles, Taylor Wilde e Velvet Sky. Em 24 de janeiro de 2009, ela apareceu como uma "fanática por futebol" na televisão britânica programa Soccer AM, vestindo uma camisa réplica da Leeds United, junto com Velvet Sky. Em novembro de 2010 ela foi uma competidora em uma semana no programa Family Feud com seus colegas da TNA. Ela esteve em parceria com Christy Hemme, Lacey Von Erich, Tara e Velvet Sky contra Jay Lethal, Matt Morgan, Mick Foley, Mr. Anderson e Rob Van Dam.

## No wrestling
- Finishing moves
  - Botox Injection (Bicycle kick)[85]

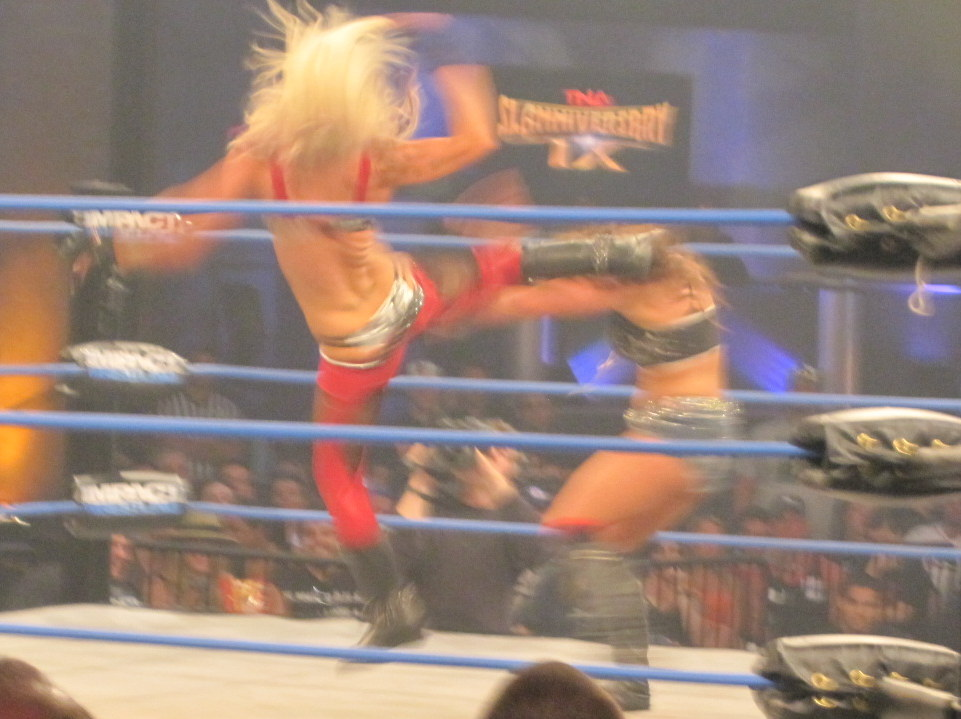
Angelina Love aplicando um Botox Injection em Mickie James.

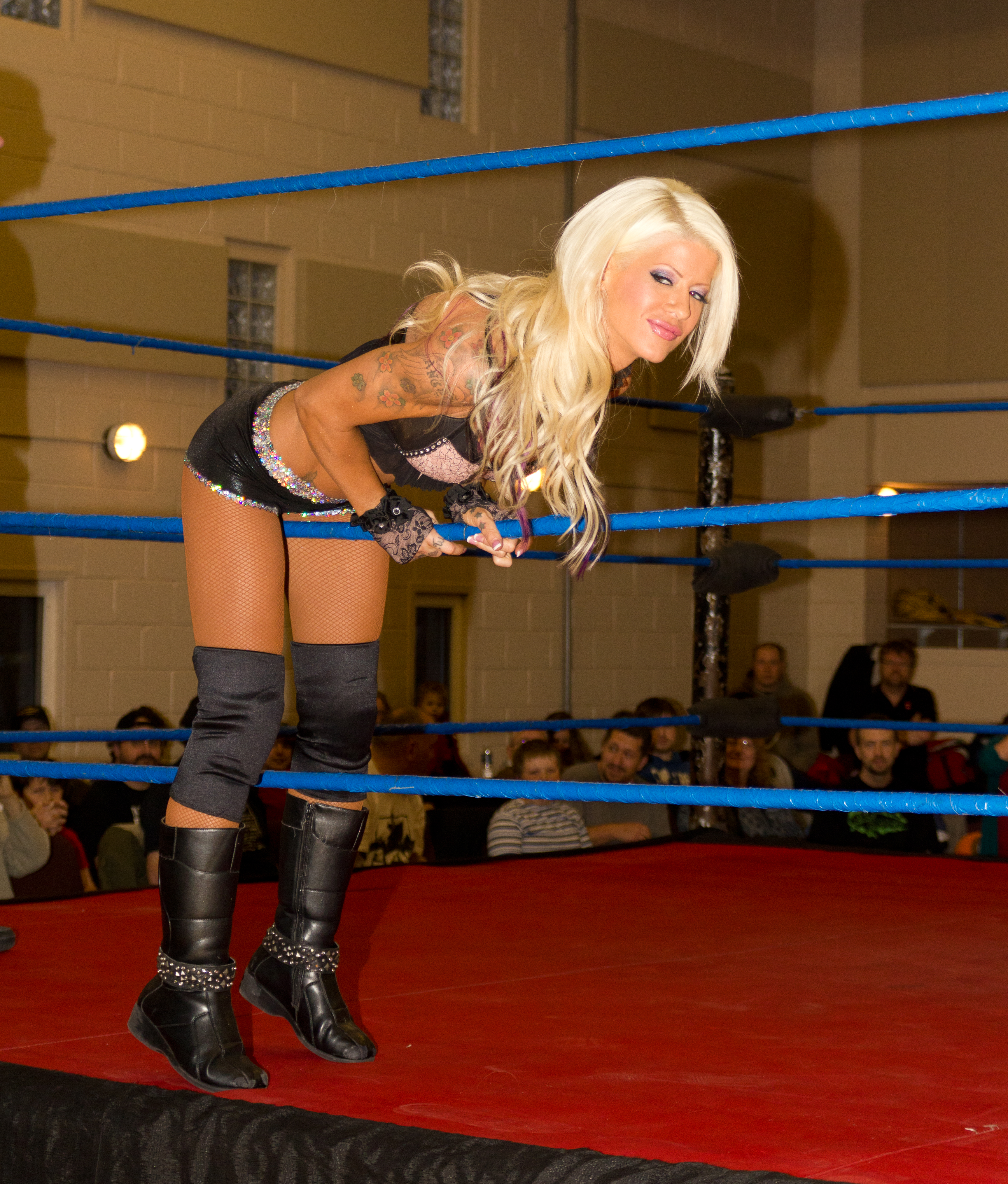
Angelina Love em Julho de 2011

  - Break a Bitch (Inverted facelock em transição para um double knee backbreaker)[64][86] – 2011–present
  - Cramp[4] (Modified camel clutch) – 2006, 2011
  - Lights Out[4] (Lifting reverse STO)
- Signature moves
  - Diving crossbody[4]
  - Hurricanrana, as vezes um oncoming opponent[4]
  - Running springboard arm drag[4]
  - Shoulder jawbreaker[87]
  - Snapmare seguido por um running low-angle front dropkick[4]
  - Spear
  - Tilt-a-whirl headscissors takedown[4]
- Com Velvet Sky
  - Finishing moves
    - Makeover[88] (Russian legsweep (Sky) / Running bicycle kick (Love) combinação)
    - Simultaneous roundhouse kicks to the abdomen (Sky) and the back of the leg (Love)[89]

  - Signature moves
    - Hollering Elbow (Double elbow drop)[90]
- Wrestlers de quem foi Manager
  - Texas Hell-Razors[2]
  - Derek Wylde[2]
  - The Gymini[4]
  - Prince Nana
  - Johnny Parisi[2]
  - Jimmy Rave[4]
  - Palmer Canon[4]
  - Chris Sabin[2]
  - Simon Diamond[2]
  - Krissy Vaine[4]
  - Eric Young[2]
  - Velvet Sky[4]
  - Becky Bayless[4]
  - Cute Kip[4]
  - Madison Rayne[4]
  - Winter[4]
- Apelidos
  - "The Queen Diva" (DSW)[91]
- Música de entrada
  - "Papercut" por Linkin Park (Circuito independente)
  - "Girlfriend" por Dale Oliver (TNA)
  - "Angel on My Shoulder" por Dale Oliver (TNA)[92][93]
  - "Hands of Wicked" por Goldy Locks (TNA)[94]

## Campeonatos e prêmios
- Impact Wrestling Federation
  - IWF Manager of the Year (2000)[4]
- Old School Pro Wrestling
  - OSPW Women's Championship (1 vez)[4]
- Pro Wrestling Illustrated

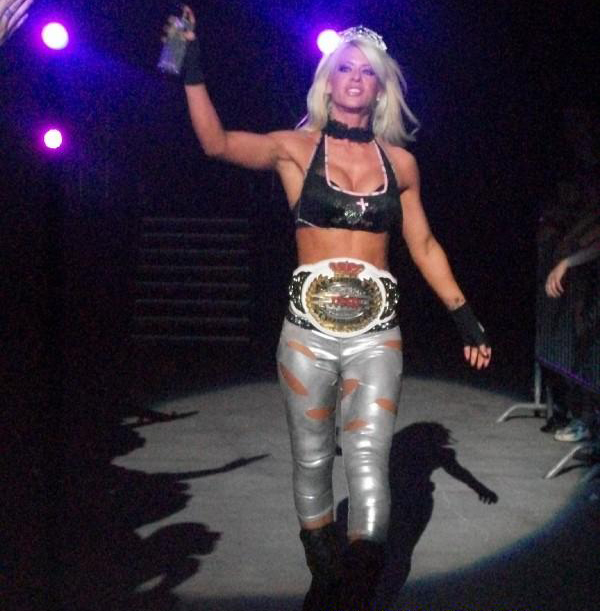
Angelina Love com o TNA Knockout Championship.

  - PWI classificou na posição número 2 entre as 50 melhores lutadoras do PWI Female Top 50 em 2009[95] e 2010.[96]
- Total Nonstop Action Wrestling
  - TNA Knockouts Championship (Lista de campeãs das Knockouts da Impact Wrestling6 vezes; atual]])[4]
  - TNA Knockout Tag Team Championship (1 vez)[4] - com Winter